# Czarnocin (powiat białobrzeski)
Czarnocin – wieś sołecka w Polsce położona w województwie mazowieckim, w powiecie białobrzeskim, w gminie Radzanów. 
| SIMC    | Nazwa      | Rodzaj    |
| ------- | ---------- | --------- |
| 0634762 | Chrzanówka | część wsi |
| 0634779 | Dwór       | część wsi |

Czarnocin został założony jako prywatna wieś szlachecka, położony był w drugiej połowie XVI wieku w powiecie radomskim województwa sandomierskiego. W 1870 wieś została zlicytowana na rzecz Skarbu Państwa. Do 1939 miejscowość posiadała folwark jako integralną część wsi. W latach 1815–1975 wieś należała do powiatu radomskiego, kolejno w województwie sandomierskim (1815-1867), guberni radomskiej (1867-1918) i województwie kieleckim (1918-1974). W latach 1975–1998 miejscowość należała administracyjnie do województwa radomskiego.
Od 1925 w miejscowości działa Publiczna Szkoła Podstawowa im. Janusza Korczaka. Wieś jest też siedzibą OSP, działającej od 1962.
Od 2006 organizowany jest tu corocznie Jarmark Czarnociński - festyn ludowy promujący dziedzictwo kulturowe okolicznych wsi.
Według Narodowego Spisu Powszechnego Ludności i Mieszkań z 2011 roku liczba ludności we wsi Czarnocin to 299 z czego 51,5% mieszkańców stanowią kobiety, a 48,5% ludności to mężczyźni. We wsi znajdują się pokłady marglu.
Wieś jest siedzibą rzymskokatolickiej parafii Nawiedzenia Najświętszej Maryi Panny.